# Michael Eggerbauer
Michael Eggerbauer (* 18. Februar 1960 in Füssen) ist ein ehemaliger deutscher Eishockeyspieler. Er spielte Verteidiger in der Eishockey-Bundesliga. 

## Laufbahn
Eggerbauer stammt aus einer eishockeybegeisterten Familie und begann seine Profilaufbahn 1979 beim EV Füssen in der Eishockey-Bundesliga. Nach drei Jahren in Füssen wechselte der Verteidiger nach Mannheim zum von Ladislav Olejnik trainierten Mannheimer ERC. Dort spielte er überwiegend mit Harold Kreis in einer Verteidigerreihe. 273 mal lief Eggerbauer für das Team aus Mannheim auf und konnte dabei 17 Tore erzielen. In seinen sieben Jahren in Mannheim wurde er viermal deutscher Eishockey-Vizemeister – 1982, 1983, 1985 und 1987. 1988 verließ Eggerbauer Mannheim und schloss sich für zwei Jahre den Preussen Berlin an, wechselte anschließend über den Eintracht Frankfurt zum Krefelder EV. Bei beiden Vereinen spielte er jeweils ein Jahr. Nach einem letzten Jahr in der 2. Eishockey-Bundesliga bei seinem Heimatverein in Füssen beendete er 1996 seine Laufbahn. Eggerbauer arbeitet heute als Immobilienmakler in Füssen.